# امشب دختری میمیرد
امشب دختری می‌میرد فیلمی به کارگردانی مصطفی عالمیان و نویسندگی شهباز زوریا و بر پایه‌ی داستانی از رسول ارونقی کرمانی محصول سال ۱۳۴۸ است.

## خلاصه داستان
«همایون» که خبرنگار روزنامه است به‌طور اتفاقی دفتر خاطرات دختری با نام «پروین» را می‌یابد که در صفحه‌ای از آن اشاره به قصد خودکشی او شده‌است. همایون روز بعد در مصاحبهٔ مطبوعاتی پدر دختر، «جمشید تهرانی» که برای تشریح سفر مهمش صورت گرفته شرکت می‌کند و بدین ترتیب با پروین و نامادری او «فیروزه» آشنا می‌شود. همایون متدرجاً درمی یابد پروین از رابطهٔ نامزدش خسرو و نامادریش رنج می‌برد و یارای گفتن این مطلب را به پدرش ندارد. همایون سعی می‌کند پروین را یاری دهد که در وهلهٔ اول موفق نمی‌شود. سرانجام همایون موفق می‌شود که او را به ادامهٔ زندگی امیدوار سازد.

## بازیگران
- فروزان
- تقی مختار
- یدالله شیراندامی
- فرخ ساجدی
- احمد قدکچیان
- محسن مهدوی
- مژگان
- رضا بانکی